# Bi-écran

Ordinateur de bureau configuré en bi-écran.

Le bi-écran ou dual screen est un procédé informatique permettant l'utilisation de deux écrans individuels pour un seul ordinateur. Cela permet d'obtenir un champ de vision élargi.
Ce procédé permet aussi d'utiliser un ancien écran comme affichage d'appoint lorsqu'on en achète un nouveau plus évolué (résolution plus grande, pivot, dalle IPS, etc.). La plupart des cartes graphiques actuelles disposent de deux sorties que l'on peut rendre indépendantes (par exemple VGA+DVI, ou deux DVI), certaines combinaisons de cartes et de chipsets permettant même d'en gérer trois simultanément (la troisième étant par exemple HDMI ou l'écran natif d'un ordinateur portable).
Ce système est particulièrement utile en développement, car il permet par exemple de coder sur un écran et de déboguer et de tester sur l'autre. En développement web, on peut vérifier plus facilement aussi le rendu d'une application sur des écrans différents, et/ou avec des navigateurs différents.

## Historique
Historiquement, le bi-écran est apparu à la suite des besoins d'affichage d'une présentation sur téléprojecteur : les ordinateurs portables étaient munis d'une prise VGA permettant de cloner l'écran du PC sur celui-ci. Par la suite, on découpla les deux écrans afin d'afficher des informations différentes pour la salle et pour le conférencier (LibreOffice Impress permet d'utiliser cette possibilité). Parallèlement les gamers constituaient un marché pour une expérience plus immersive que le mono-écran.

## Sous Linux
Sous Linux, Xinerama et RandR permettent d'utiliser plusieurs écrans. Les distributions permettent de régler les cas courants par l'interface graphique, mais certains cas particuliers demandent l'écriture de scripts, par exemple le passage d'un des écrans - voire des deux - en mode pivot pendant une session.

## Sous Windows
Sous Windows 8, le moniteur principal et les secondaires disposent d'une barre de tâche. En mode jeu plein écran, le jeu occupe l'écran principal. Selon la résolution des jeux, il est possible de jouer sur un écran et de laisser autre chose ouvert sur l'autre. Par exemple, il est possible de jouer à un jeu sur l'écran principal et de laisser une page contenant les solutions sur l'autre. Certains logiciels permettent de choisir un fond d'écran par moniteur.

## Sur mainframes
Historiquement, l'un des premiers bi-écrans standards fut le poste de travail graphique 3277 GA ("graphics attachment") d'IBM, en 1979 : il s'agissait d'un écran 3277 modifié comprenant une sortie RS-232 C à laquelle était connecté un écran graphique Tektronix à mémoire. Le dessin s'affichait sur l'écran graphique, le 3277 lui-même étant utilisé en mode full-screen pour les commandes et les messages de service afin de ne pas polluer le dessins.